# Polygala magdalenae
Polygala magdalenae är en jungfrulinsväxtart som beskrevs av T. S. Brandegee. Polygala magdalenae ingår i släktet jungfrulinssläktet, och familjen jungfrulinsväxter. Inga underarter finns listade i Catalogue of Life.